# Chō Happy Song
Singles de Berryz Kōbō x Cute (Berikyū)
Amazuppai Haru ni Sakura Saku
Singles par Berryz Kōbō
Be Genki -Naseba Naru!-
(2012) Cha Cha Sing
(2012)
Singles par Cute
Kimi wa Jitensha (...)
(2012) Aitai Aitai Aitai na
(2012)
Chō Happy Song (超HAPPY SONG) est le deuxième single du groupe Berryz Kōbō x Cute (Berryz工房×℃-ute) alias Berikyū (ベリキュー), collaboration entre les groupes affiliés du Hello! Project Berryz Kōbō et Cute.

## Présentation
Le single, écrit, composé et produit par Tsunku, sort d'abord le 28 avril 2012 en téléchargement, puis le 20 juin 2012 en CD au Japon sous le label Zetima. Il atteint la 3e place du classement Oricon. Il sort également dans quatre éditions limitées avec des pochettes différentes notées "A", "B", "C" et "D", les deux premières contenant un DVD différent en supplément avec des versions live.
La chanson-titre Chō Happy Song est en fait un mashup musical formé du mixage simultané de la chanson Because Happiness de Berryz Kobo (de son album de février Ai no Album 8) et de la chanson Shiawase no Tochū de Cute (de son album de février Dai Nana Shō Utsukushikutte Gomen ne). Ces deux titres avait été secrètement composés de manière que, écoutés simultanément, ils forment une nouvelle chanson ; l'astuce ayant été découverte et ayant fait le buzz sur internet, Tsunku a décidé de sortir le titre qui en résulte en single.
Le single en téléchargement comprend les trois titres concernés (Chō Happy Song, Because Happiness et Shiawase no Tochū), tandis que la version CD contient en plus quatre versions supplémentaires de la chanson-titre : une nouvelle version dite "Single Ver." (utilisée comme thème d'ouverture de l'émission télévisée Happy Music de la chaine Nippon Television), et trois versions instrumentales (une avec les vocaux des deux groupes, une avec uniquement ceux de Berryz Kobo, et une avec uniquement ceux de Cute).
Les éditions limitées contiennent les mêmes titres que l'édition régulière, à la seule différence que l'édition "C" est consacrée à Berryz Kobo avec une version de Shiawase no Tochū ré-interprétée par ce groupe (au lieu de Cute) et avec une pochette mettant Berryz Kobo en avant, tandis que l'édition "D" est consacrée à Cute avec une version de Because happiness ré-interprétée par ce groupe (au lieu de Berryz Kobo) et avec une pochette mettant Cute en avant.
La chanson-titre figurera sur la compilation de fin d'année du Hello! Project Petit Best 13.

## Participantes
Membres de Berryz Kobo
- Saki Shimizu
- Momoko Tsugunaga
- Chinami Tokunaga
- Māsa Sudō
- Miyabi Natsuyaki
- Yurina Kumai
- Risako Sugaya

Membres de C-ute
- Maimi Yajima
- Saki Nakajima
- Airi Suzuki
- Chisato Okai
- Mai Hagiwara

## Liste des titres
CD des éditions régulière, A, et B
1. Chō Happy Song (Single Ver.) (超 HAPPY SONG (シングルVer.)?)
2. Chō Happy Song (超 HAPPY SONG?)
3. Because happiness (par Berryz Kobo)
4. Shiawase no Tochū (幸せの途中?) (par °C-ute)
5. Chō Happy Song (Single Ver.) <Instrumental>
6. Chō Happy Song (Single Ver. Berryz Kobo vo. Iri) <Instrumental>
7. Chō Happy Song (Single Ver. °C-ute vo. Iri) <Instrumental>

DVD de l'édition limitée A
1. Berryz Kobo "Because Happiness" (4/29 Nakano Sun Plaza...) + Cute "Shiawase no Tochū" (5/4 Nakano Sun Plaza...) no mix (...) (Berryz工房「Because happiness」（4/29中野サンプラザ公演映像）+℃-ute「幸せの途中」（5/4中野サンプラザ公演映像）のMIX編集映像?)

DVD de l'édition limitée B
1. Berryz Kobo "Because Happiness" (4/29 Nakano Sun Plaza...) + Cute "Shiawase no Tochū" (5/4 Nakano Sun Plaza...) no double (...) (Berryz工房「Because happiness」（4/29中野サンプラザ公演映像）+℃-ute「幸せの途中」（5/4中野サンプラザ公演映像）のダブル画面映像?)

CD de l'édition limitée C (Berryz Kobo)
1. Chō Happy Song (Single Ver.) (超 HAPPY SONG (シングルVer.)?)
2. Chō Happy Song (超 HAPPY SONG?)
3. Because happiness (par Berryz Kobo)
4. Shiawase no Tochū (幸せの途中?) (par Berryz Kobo)
5. Chō Happy Song (Single Ver.) <Instrumental>
6. Chō Happy Song (Single Ver. Berryz Kobo vo. Iri) <Instrumental>
7. Chō Happy Song (Single Ver. °C-ute vo. Iri) <Instrumental>

CD de l'édition limitée D (Cute)
1. Chō Happy Song (Single Ver.) (超 HAPPY SONG (シングルVer.)?)
2. Chō Happy Song (超 HAPPY SONG?)
3. Because happiness (par °C-ute)
4. Shiawase no Tochū (幸せの途中?) (par °C-ute)
5. Chō Happy Song (Single Ver.) <Instrumental>
6. Chō Happy Song (Single Ver. Berryz Kobo vo. Iri) <Instrumental>
7. Chō Happy Song (Single Ver. °C-ute vo. Iri) <Instrumental>